# 吉爾默縣 (喬治亞州)
吉爾默縣（英語：Gilmer County）是美國喬治亞州北部的一個縣。面積1,118平方公里。根據美國2000年人口普查，共有人口23,456人，2005年人口27,335人。縣治艾利嘉（Ellijay）。
成立於1832年12月3日。本縣紀念曾任三十六、九任喬治亞州州長的喬治·R·吉爾默。